# 青菅
青菅（あおすげ）は、千葉県佐倉市の大字。郵便番号285-0852。

## 地理
北は先崎、東は小竹、ユーカリが丘、南東は井野、南は宮ノ台、西ユーカリが丘、南西は井野、西は八千代市上高野、北西は八千代市下高野に隣接している。
飛び地があり、宮ノ台に隣接している。

## 小字
小字は以下の通り。
- 稲荷（いなり）
- 陣屋口（じんやぐち）
- 郷口（ごうぐち）
- 東台（ひがしだい）
- 上の山（かみのやま）
- 栗代台（くししろだい）
- 大塚（おおつか）
- 内野（うちの）
- 西の山（にしのやま）
- 根崎（ねざき）
- 大和田（おおわだ）
- 前野（まえの）
- 門原（もんばら）
- 新山（しんやま）
- 木の宮（きのみや）
- 大割（おわり）
- 木の宮（きのみや）
- 新林（しんばやし）
- 広野（ひろの）
- 下の崎（したのさき）
- 東前田（ひがしまえだ）

## 歴史
江戸期は青菅村であり、下総国印旛郡のうち。なお、元禄11年までは葛飾郡のうちと把握された。慶長11年から旗本川口氏領、元禄11年から佐倉藩領。村高は「元禄郷帳」141石余、「天保郷帳」「旧高旧領」ともに151石余。元禄14年差出しによれば、反別田14町余・畑屋敷4町余、家数26、馬29。延享3年明細帳によれば、村内に御林（藩有林）が8か所あった。天保8年の免状によれば、取米は58石余。安政4年「領分村高帳」によれば、小物成として夫役永425文余・野銭永1貫60文・山銭鐚4貫738文が見える（旧佐野家文書/千葉市史史料編2）。明治6年千葉県に所属。神社は稲荷神社、寺院は真言宗正福寺・浄土宗称念寺（印旛郡誌）。明治22年志津村の大字となる。

### 年表
- 1873年（明治6年） - 千葉県に所属。
- 1889年（明治22年）4月1日 - 志津村大字青菅となる。
  - 町村制施行し井野村、井野町、先崎村、上座村、小竹村、青菅村、下志津村、上志津村が合併し印旛郡志津村が発足。
- 1954年（昭和29年）3月31日 - 佐倉市青菅となる。
  - 佐倉町・臼井町・弥富村・志津村・根郷村・和田村が合併し、佐倉市が発足。

## 世帯数と人口
2017年（平成29年）10月31日現在の世帯数と人口は以下の通りである。
| 大字 | 世帯数  | 人口  |
| ---- | ------- | ----- |
| 青菅 | 170世帯 | 297人 |

## 小・中学校の学区
市立小・中学校に通う場合、学区は以下の通りとなる。
| 地域 | 小学校             | 中学校             |
| ---- | ------------------ | ------------------ |
| 全域 | 佐倉市立青菅小学校 | 佐倉市立井野中学校 |

## 施設
- 青菅会館
- 称念寺
- 正福寺